# Kynea-Zahl
In der Zahlentheorie ist eine Kynea-Zahl eine ganze Zahl der Form {\displaystyle (2^{n}+1)^{2}-2}, oder, gleichbedeutend, eine Zahl der Form {\displaystyle 2^{2n}+2^{n+1}-1} mit {\displaystyle n\geq 1}. Sie wurden erstmals untersucht von Cletus Emmanuel, der sie nach einem Baby, Kynéa R. Griffith, benannt hat.

## Beispiele
- Die ersten Kynea-Zahlen sind die folgenden:

7, 23, 79, 287, 1087, 4223, 16639, 66047, 263167, 1050623, 4198399, 16785407, 67125247, 268468223, 1073807359, 4295098367, 17180131327, 68720001023, 274878955519, 1099513724927, 4398050705407, 17592194433023, 70368760954879, 281475010265087, 1125899973951487, … (Folge A093069 in OEIS)
- Die ersten primen Kynea-Zahlen sind die folgenden

(die {\displaystyle 2} ist in der Liste wegen {\displaystyle n\geq 1} nicht enthalten, hätte aber ebenfalls die Form {\displaystyle (2^{n}+1)^{2}-2=(2^{0}+1)^{2}-2=4-2=2}):
7, 23, 79, 1087, 66047, 263167, 16785407, 1073807359, 17180131327, 68720001023, 4398050705407, 70368760954879, 18014398777917439, 18446744082299486207, 5070602400912922109586440191999, … (Folge A091514 in OEIS)
Man nennt sie Kynea-Primzahlen.
- Die größte bekannte Kynea-Primzahl ist {\displaystyle (2^{661478}+1)^{2}-2} und hat {\displaystyle 398250} Stellen.[3] Sie wurde von Mark Rodenkirch im Juni 2016 mit den Programmen CKSieve und PrimeFormGW gefunden. Es ist die 50. Kynea-Primzahl.[4]

## Eigenschaften
- Jede Kynea-Zahl der Form {\displaystyle (2^{n}+1)^{2}-2} hat eine binäre Darstellung, welche {\displaystyle 2n+1} Stellen lang ist, mit einem Einser beginnt, danach {\displaystyle n-1} Nullen in der Mitte hat und mit weiteren {\displaystyle n+1} Einsern endet. Mit anderen Worten:

{\displaystyle (2^{n}+1)^{2}-2=4^{n}+\sum _{i=0}^{n}2^{i}}
Beispiel: 
{\displaystyle 287=(2^{4}+1)^{2}-2={\underline {1}}\cdot 2^{8}+{\underline {0}}\cdot 2^{7}+{\underline {0}}\cdot 2^{6}+{\underline {0}}\cdot 2^{5}+{\underline {1}}\cdot 2^{4}+{\underline {1}}\cdot 2^{3}+{\underline {1}}\cdot 2^{2}+{\underline {1}}\cdot 2^{1}+{\underline {1}}\cdot 2^{0}=100011111_{2}}
- Die Differenz zwischen der {\displaystyle n}-ten Kynea-Zahl und der {\displaystyle n}-ten Carol-Zahl {\displaystyle (2^{n}-1)^{2}-2} beträgt {\displaystyle 2^{n+2}}.
- Wenn man mit der Kynea-Zahl 7 zählen beginnt, ist jede dritte Kynea-Zahl ein Vielfaches von {\displaystyle 7}.

Beispiel:
{\displaystyle 16639=(2^{7}+1)^{2}-2} ist die sechste Carol-Zahl nach {\displaystyle 7} und tatsächlich ist {\displaystyle 16639=2377\cdot 7} ein Vielfaches von {\displaystyle 7}.
- Eine Kynea-Zahl {\displaystyle (2^{n}+1)^{2}-2} mit {\displaystyle n=3k+1} für {\displaystyle k>0} kann keine Primzahl sein.

(folgt aus der Eigenschaft direkt darüber)
- Eine Kynea-Zahl {\displaystyle (2^{n}+1)^{2}-2} ist die Summe einer {\displaystyle n}-ten Potenz von 4 und der {\displaystyle (n+1)}-ten Mersenne-Zahl.

## Verallgemeinerungen
Eine verallgemeinerte Kynea-Zahl zur Basis b ist eine Zahl der Form {\displaystyle (b^{n}+1)^{2}-2} mit {\displaystyle n\geq 1} und einer Basis {\displaystyle b\geq 2}.

### Eigenschaften
- Eine verallgemeinerte Kynea-Zahl mit Basis {\displaystyle b} kann nur dann eine Primzahl sein, wenn {\displaystyle b} eine gerade Zahl ist.

(Wenn {\displaystyle b} eine ungerade Zahl wäre, wäre auch jede Potenz {\displaystyle b^{n}} ungerade. Addiert man {\displaystyle 1} dazu, ist die Zahl gerade. Das Quadrat dieser Zahl ist ebenfalls gerade und zieht man {\displaystyle 2} ab, ist sie noch immer gerade und somit sicher nicht prim. Damit ist diese und die nächste Eigenschaft bewiesen.)
- Eine verallgemeinerte Kynea-Zahl mit einer ungeraden Basis {\displaystyle b} ist immer eine gerade Zahl.
- Eine verallgemeinerte Kynea-Zahl mit Basis {\displaystyle b^{n}} ist auch eine verallgemeinerte Kynea-Zahl mit Basis {\displaystyle b}.
- Die kleinsten {\displaystyle n\geq 1}, sodass {\displaystyle ((2k)^{n}+1)^{2}-2} prim ist (Basis {\displaystyle b=2k}), sind die folgenden (für {\displaystyle k=1,2,3,4,\ldots ,100}):

1, 1, 1, 1, 22, 1, 1, 2, 1, 1, 3, 24, 1, 1, 2, 1, 1, 1, 6, 2, 1, 3, 1, 1, 4, 3, 1, 8, 2, 1, 1, 2, 172, 1, 1, 354, 1, 1, 3, 29, 3, 423, 8, 1, 11, 1, 5, 2, 4, 11, 1, 6, 1, 3, 57, 24, 368, 1, 1, 1, 11, 19, 1, 3, 1, 13, 1, 12, 1, 41, 3, 1, 3, 4, 4, 2, 1, 152, 1893, 1, 12, 6, 2, 1, 11, 1, 2, 1, 3, 14, 1, 2, 6, 2, 1, 1017, 3, 30, 6, 3, …
Beispiel:
Für {\displaystyle k=11} kann man der obigen Liste an der 11. Stelle die Zahl {\displaystyle n=3} entnehmen.
Tatsächlich ist {\displaystyle ((2\cdot 11)^{3}+1)^{2}-2=113401199\in \mathbb {P} } eine Primzahl.
Es folgt eine Tabelle, der man die kleinsten verallgemeinerten Kynea-Primzahlen mit Basis {\displaystyle b} entnehmen kann:
| {\displaystyle b}  | Form                             | Potenzen {\displaystyle n\geq 1}, sodass verallgemeinerte Kynea-Zahlen mit Basis {\displaystyle b}, also der Form {\displaystyle (b^{n}+1)^{2}-2} prim sind | OEIS-Folge              |
| {\displaystyle 2}  | {\displaystyle (2^{n}-1)^{2}-2}  | 1, 2, 3, 5, 8, 9, 12, 15, 17, 18, 21, 23, 27, 32, 51, 65, 87, 180, 242, 467, 491, 501, 507, 555, 591, 680, 800, 1070, 1650, 2813, 3281, 4217, 5153, 6287, 6365, 10088, 10367, 37035, 45873, 69312, 102435, 106380, 108888, 110615, 281621, 369581, 376050, 442052, 621443, 661478, 852770, … | (Folge A091513 in OEIS) |
| {\displaystyle 4}  | {\displaystyle (4^{n}-1)^{2}-2}  | 1, 4, 6, 9, 16, 90, 121, 340, 400, 535, 825, 5044, 34656, 53190, 54444, 188025, 221026, 330739, 426385, … |                         |
| {\displaystyle 6}  | {\displaystyle (6^{n}-1)^{2}-2}  | 1, 2, 3, 4, 9, 12, 30, 49, 56, 115, 118, 376, 432, 1045, 1310, 6529, 7768, 8430, 21942, 26930, 33568, 50800, … | (Folge A100902 in OEIS) |
| {\displaystyle 8}  | {\displaystyle (8^{n}-1)^{2}-2}  | 1, 3, 4, 5, 6, 7, 9, 17, 29, 60, 167, 169, 185, 197, 550, 12345, 15291, 23104, 34145, 35460, 36296, 125350, … |                         |
| {\displaystyle 10} | {\displaystyle (10^{n}-1)^{2}-2} | 22, 351, 1061, … | (Folge A100904 in OEIS) |
| {\displaystyle 12} | {\displaystyle (12^{n}-1)^{2}-2} | 1, 2, 8, 60, 513, 1047, 7021, 7506, 78858, … |                         |
| {\displaystyle 14} | {\displaystyle (14^{n}-1)^{2}-2} | 1, 5, 60, 72, 118, 181, 245, 310, 498, 820, 962, 2212, 3928, 5844, 5937, … | (Folge A100906 in OEIS) |
| {\displaystyle 16} | {\displaystyle (16^{n}-1)^{2}-2} | 2, 3, 8, 45, 170, 200, 2522, 17328, 26595, 27222, 110513, … |                         |
| {\displaystyle 18} | {\displaystyle (18^{n}-1)^{2}-2} | 1, 10, 21, 25, 31, 1083, 40485, 82516, … |                         |
| {\displaystyle 20} | {\displaystyle (20^{n}-1)^{2}-2} | 1, 15, 44, 77, 141, 208, 304, 1169, 3359, 5050, 22431, 34935, 92990, … |                         |
| {\displaystyle 22} | {\displaystyle (22^{n}-1)^{2}-2} | 3, 166, 814, 1851, 2197, 3172, 3865, 19791, 42356, 52147, 82020, … | (Folge A100908 in OEIS) |
| {\displaystyle 24} | {\displaystyle (24^{n}-1)^{2}-2} | 24, 321, 971, 984, … |                         |
| {\displaystyle 26} | {\displaystyle (26^{n}-1)^{2}-2} | 1, 2, 8, 78, 79, 111, 5276, 8226, 19545, 75993, … |                         |
| {\displaystyle 28} | {\displaystyle (28^{n}-1)^{2}-2} | 1, 2, 11, 15, 586, 993, 5048, 24990, 80543, … |                         |
| {\displaystyle 30} | {\displaystyle (30^{n}-1)^{2}-2} | 2, 3, 57, 129, 171, 9837, 30359, 157950, … |                         |
| {\displaystyle 32} | {\displaystyle (32^{n}-1)^{2}-2} | 1, 3, 13, 36, 111, 136, 160, 214, 330, 1273, 7407, 20487, 21276, 22123, 75210, 170554, … |                         |
| {\displaystyle 34} | {\displaystyle (34^{n}-1)^{2}-2} | 1, 2, 14, 29, 61, 146, 2901, 6501, 8093, … |                         |
| {\displaystyle 36} | {\displaystyle (36^{n}-1)^{2}-2} | 1, 2, 6, 15, 28, 59, 188, 216, 655, 3884, 4215, 10971, 13465, 16784, 25400, … |                         |
| {\displaystyle 38} | {\displaystyle (38^{n}-1)^{2}-2} | 6, 279, 3490, … |                         |
| {\displaystyle 40} | {\displaystyle (40^{n}-1)^{2}-2} | 2, 49, 144, 825, 2856, 2996, 5166, 7824, 9392, 40778, … |                         |
| {\displaystyle 42} | {\displaystyle (42^{n}-1)^{2}-2} | 1, 3, 4, 81, 119, 2046, 2466, 4020, 7907, 8424, 25002, … |                         |
| {\displaystyle 44} | {\displaystyle (44^{n}-1)^{2}-2} | 3, 195, 1482, 8210, 20502, 60212, 95940, … |                         |
| {\displaystyle 46} | {\displaystyle (46^{n}-1)^{2}-2} | 1, 54, 2040, 3063, … |                         |
| {\displaystyle 48} | {\displaystyle (48^{n}-1)^{2}-2} | 1, 207, 329, 1153, 4687, 13274, 25978, … |                         |
| {\displaystyle 50} | {\displaystyle (50^{n}-1)^{2}-2} | 4, 38, 93, 120, 4396, 11459, 25887, … |                         |

Die größte bekannte verallgemeinerte Kynea-Primzahl ist {\displaystyle (30^{157950}+1)^{2}-2} und hat {\displaystyle 466623} Stellen. Sie wurde von Serge Batalov am 22. Mai 2016 mit den Programmen CKSieve und PrimeFormGW gefunden. Es ist die achte Kynea-Primzahl mit dieser Basis.

## Weitere Verallgemeinerungen
Eine positive ganze Zahl der Form {\displaystyle (2^{n}+1)^{3}-2} nennt man Big-Ears-Zahl (Big-Ears number).
Die kleinsten primen Big-Ears-Zahlen, sogenannte Big-Ears-Primzahlen, sind die folgenden:
3, 7, 11, 15, 35, 16475, 26827, 79127, 85075, … (Folge A0100900 in OEIS)